# Narycia melanospora
Narycia melanospora är en fjärilsart som beskrevs av Turner 1923. Narycia melanospora ingår i släktet Narycia och familjen säckspinnare. Inga underarter finns listade i Catalogue of Life.